# Élections parlementaires roumaines de 2004
Les Élections parlementaires roumaines de 2004 se sont tenues le 28 novembre 2004, en même temps que l'élection présidentielle, afin d'élire la cinquième législature du Parlement roumain.

## Contexte
L'enjeu pour le nouveau gouvernement est de finaliser le traité d'adhésion à l'Union européenne, prévue pour le 25 avril 2005, le gouvernement précédent (dirigé par Adrian Năstase) ayant bâclé les négociations à des fins électorales. Quelques dossiers sont sensibles : la réforme de l'administration, l'indépendance de la justice et de la presse ainsi que la corruption.
Pour ce dernier dossier, le gouvernement a pris le problème à bras le corps : deux des « barons » (hommes et femmes politiques qui ont profité de leur situation pour amasser des fortunes considérables) ont été mis en examen au mois de janvier 2005. Maintenant, le gouvernement s'attaque aux petits fraudeurs qui sont à la base de l'économie souterraine, entre autres les enseignants et le corps médical.
Dans le cadre de la réforme de l'administration, le nouveau gouvernement a établi un moratoire sur les derniers contrats (faramineux) que la précédente équipe avait signés sans appels d'offres, en particulier dans les infrastructures routières. Pour asseoir son pouvoir, l'idée d'élections anticipées fait son chemin.

## Résultats

### Chambre des députés
|                                            |                                                              |                                                              |            |       |               |        |               |  |  |  |  |  |  |  |
| Parti                                      | Parti                                                        | Parti                                                        | Voix       | %     | +/-           | Sièges | +/-           |  |  |  |  |  |  |  |
|                                            |                                                              | Parti social-démocrate (PSD)                                 | 3 730 352  | 36,61 | en stagnation | 113    | 36            |  |  |  |  |  |  |  |
|                                            | Parti humaniste roumain (PUR)                                | 19                                                           | 3 730 352  | 36,61 | en stagnation | 13     |               |  |  |  |  |  |  |  |
| Union nationale PSD-PUR                    | Union nationale PSD-PUR                                      | 132                                                          | 3 730 352  | 36,61 | en stagnation | 23     |               |  |  |  |  |  |  |  |
|                                            |                                                              | Parti national libéral (PNL)                                 | 3 191 546  | 31,33 | 17,41         | 60     | 30            |  |  |  |  |  |  |  |
|                                            | Parti démocrate (PD)                                         | 48                                                           | 3 191 546  | 31,33 | 17,41         | 17     |               |  |  |  |  |  |  |  |
| Alliance pour la justice et la vérité (DA) | Alliance pour la justice et la vérité (DA)                   | 112                                                          | 3 191 546  | 31,33 | 17,41         | 51     |               |  |  |  |  |  |  |  |
|                                            | Parti de la Grande Roumanie (PRM)                            | Parti de la Grande Roumanie (PRM)                            | 1 316 751  | 12,92 | 6,56          | 48     | 36            |  |  |  |  |  |  |  |
|                                            | Union démocrate magyare de Roumanie (UDMR)                   | Union démocrate magyare de Roumanie (UDMR)                   | 628 125    | 6,17  | 0,64          | 22     | 5             |  |  |  |  |  |  |  |
|                                            | Parti de la nouvelle génération - Chrétien-démocrate (PNGCD) | Parti de la nouvelle génération - Chrétien-démocrate (PNGCD) | 227 443    | 2,23  | 2,05          | 0      | en stagnation |  |  |  |  |  |  |  |
|                                            | Parti national paysan chrétien-démocrate (PNTCD)             | Parti national paysan chrétien-démocrate (PNTCD)             | 188 268    | 1,85  | N/A           | 0      | en stagnation |  |  |  |  |  |  |  |
|                                            | Force démocratique (FD)                                      | Force démocratique (FD)                                      | 79 376     | 0,78  | Nv.           | 0      | en stagnation |  |  |  |  |  |  |  |
|                                            | Parti écologiste roumain (PER)                               | Parti écologiste roumain (PER)                               | 73 001     | 0,72  | 0,21          | 0      | en stagnation |  |  |  |  |  |  |  |
|                                            | Parti de l'unité nationale roumaine (PUNR)                   | Parti de l'unité nationale roumaine (PUNR)                   | 53 222     | 0,52  | 0,86          | 0      | en stagnation |  |  |  |  |  |  |  |
|                                            | Action populaire (AP)                                        | Action populaire (AP)                                        | 48 152     | 0,47  | Nv.           | 0      | en stagnation |  |  |  |  |  |  |  |
|                                            | Parti socialiste uni                                         | Parti socialiste uni                                         | 44 459     | 0,44  | Nv.           | 0      | en stagnation |  |  |  |  |  |  |  |
|                                            | Parti roumain des travailleurs                               | Parti roumain des travailleurs                               | 35 278     | 0,35  | Nv.           | 0      | en stagnation |  |  |  |  |  |  |  |
|                                            | Union pour la reconstruction roumaine                        | Union pour la reconstruction roumaine                        | 32 749     | 0,32  | Nv.           | 0      | en stagnation |  |  |  |  |  |  |  |
|                                            | Parti de l'alliance socialiste (PAS)                         | Parti de l'alliance socialiste (PAS)                         | 28 429     | 0,28  | Nv.           | 0      | en stagnation |  |  |  |  |  |  |  |
|                                            | Parti socialiste roumain                                     | Parti socialiste roumain                                     | 28 034     | 0,28  | 0,17          | 0      | en stagnation |  |  |  |  |  |  |  |
|                                            | Parti chrétien démocrate national                            | Parti chrétien démocrate national                            | 27 650     | 0,27  | 0,04          | 0      | en stagnation |  |  |  |  |  |  |  |
|                                            | Parti de la Nouvelle démocratie                              | Parti de la Nouvelle démocratie                              | 20 926     | 0,21  | Nv.           | 0      | en stagnation |  |  |  |  |  |  |  |
|                                            | Parti social démocrate "Constantin Titel Petrescu"           | Parti social démocrate "Constantin Titel Petrescu"           | 20 318     | 0,20  | 0,04          | 0      | en stagnation |  |  |  |  |  |  |  |
|                                            | Partis des minorités ethniques                               | Partis des minorités ethniques                               | 279 025    | 2,74  | 0,71          | 18     | en stagnation |  |  |  |  |  |  |  |
|                                            | Autres partis                                                | Autres partis                                                | 83 356     | 0,82  | –             | 0      | –             |  |  |  |  |  |  |  |
|                                            | Indépendants                                                 | Indépendants                                                 | 51 646     | 0,51  | 0,76          | 0      | –             |  |  |  |  |  |  |  |
|                                            |                                                              |                                                              |            |       |               |        |               |  |  |  |  |  |  |  |
| Suffrages exprimés                         | Suffrages exprimés                                           | Suffrages exprimés                                           | 10 188 106 | 94,44 |               |        |               |  |  |  |  |  |  |  |
| Votes blancs et nuls                       | Votes blancs et nuls                                         | Votes blancs et nuls                                         | 599 641    | 5,56  |               |        |               |  |  |  |  |  |  |  |
| Total                                      | Total                                                        | Total                                                        | 10 787 747 | 100   | –             | 332    | 13            |  |  |  |  |  |  |  |
| Abstention                                 | Abstention                                                   | Abstention                                                   | 7 661 597  | 41,53 |               |        |               |  |  |  |  |  |  |  |
| Inscrits/Participation                     | Inscrits/Participation                                       | Inscrits/Participation                                       | 18 449 344 | 58,47 |               |        |               |  |  |  |  |  |  |  |

### Sénat
|                                            |                                                              |                                                              |            |       |       |        |               |  |  |  |  |  |  |  |
| Parti                                      | Parti                                                        | Parti                                                        | Voix       | %     | +/-   | Sièges | +/-           |  |  |  |  |  |  |  |
|                                            |                                                              | Parti social-démocrate (PSD)                                 | 3 798 607  | 37,13 | 0,04  | 46     | 15            |  |  |  |  |  |  |  |
|                                            | Parti humaniste roumain (PUR)                                | 11                                                           | 3 798 607  | 37,13 | 0,04  | 7      |               |  |  |  |  |  |  |  |
| Union nationale PSD-PUR                    | Union nationale PSD-PUR                                      | 57                                                           | 3 798 607  | 37,13 | 0,04  | 8      |               |  |  |  |  |  |  |  |
|                                            |                                                              | Parti national libéral (PNL)                                 | 3 250 663  | 31,77 | 16,71 | 28     | 15            |  |  |  |  |  |  |  |
|                                            | Parti démocrate (PD)                                         | 21                                                           | 3 250 663  | 31,77 | 16,71 | 8      |               |  |  |  |  |  |  |  |
| Alliance pour la justice et la vérité (DA) | Alliance pour la justice et la vérité (DA)                   | 49                                                           | 3 250 663  | 31,77 | 16,71 | 23     |               |  |  |  |  |  |  |  |
|                                            | Parti de la Grande Roumanie (PRM)                            | Parti de la Grande Roumanie (PRM)                            | 1 394 698  | 13,63 | 7,38  | 21     | 16            |  |  |  |  |  |  |  |
|                                            | Union démocrate magyare de Roumanie (UDMR)                   | Union démocrate magyare de Roumanie (UDMR)                   | 637 109    | 6,22  | 0,68  | 10     | 2             |  |  |  |  |  |  |  |
|                                            | Parti de la nouvelle génération - Chrétien-démocrate (PNGCD) | Parti de la nouvelle génération - Chrétien-démocrate (PNGCD) | 241 486    | 2,36  | 2,11  | 0      | en stagnation |  |  |  |  |  |  |  |
|                                            | Parti national paysan chrétien-démocrate (PNTCD)             | Parti national paysan chrétien-démocrate (PNTCD)             | 196 027    | 1,92  | N/A   | 0      | en stagnation |  |  |  |  |  |  |  |
|                                            | Force démocratique (FD)                                      | Force démocratique (FD)                                      | 95 953     | 0,94  | Nv.   | 0      | en stagnation |  |  |  |  |  |  |  |
|                                            | Parti écologiste roumain (PER)                               | Parti écologiste roumain (PER)                               | 83 771     | 0,82  | 0,17  | 0      | en stagnation |  |  |  |  |  |  |  |
|                                            | Parti socialiste uni                                         | Parti socialiste uni                                         | 60 027     | 0,59  | Nv.   | 0      | en stagnation |  |  |  |  |  |  |  |
|                                            | Parti de l'unité nationale roumaine (PUNR)                   | Parti de l'unité nationale roumaine (PUNR)                   | 56 414     | 0,55  | 0,87  | 0      | en stagnation |  |  |  |  |  |  |  |
|                                            | Action populaire (AP)                                        | Action populaire (AP)                                        | 52 487     | 0,52  | Nv.   | 0      | en stagnation |  |  |  |  |  |  |  |
|                                            | Parti socialiste roumain                                     | Parti socialiste roumain                                     | 42 306     | 0,41  | 0,29  | 0      | en stagnation |  |  |  |  |  |  |  |
|                                            | Parti roumain des travailleurs                               | Parti roumain des travailleurs                               | 40 702     | 0,40  | Nv.   | 0      | en stagnation |  |  |  |  |  |  |  |
|                                            | Union pour la reconstruction roumaine                        | Union pour la reconstruction roumaine                        | 37 630     | 0,37  | Nv.   | 0      | en stagnation |  |  |  |  |  |  |  |
|                                            | Parti de l'alliance socialiste (PAS)                         | Parti de l'alliance socialiste (PAS)                         | 37 019     | 0,36  | Nv.   | 0      | en stagnation |  |  |  |  |  |  |  |
|                                            | Parti chrétien démocrate national                            | Parti chrétien démocrate national                            | 33 299     | 0,33  | 0,09  | 0      | en stagnation |  |  |  |  |  |  |  |
|                                            | Parti social démocrate "Constantin Titel Petrescu"           | Parti social démocrate "Constantin Titel Petrescu"           | 25 637     | 0,25  | Nv.   | 0      | en stagnation |  |  |  |  |  |  |  |
|                                            | Parti démocratique de la jeunesse                            | Parti démocratique de la jeunesse                            | 24 725     | 0,24  | Nv.   | 0      | en stagnation |  |  |  |  |  |  |  |
|                                            | Alliance populaire démocrate chrétienne                      | Alliance populaire démocrate chrétienne                      | 24 133     | 0,24  | Nv.   | 0      | en stagnation |  |  |  |  |  |  |  |
|                                            | Parti de la Nouvelle démocratie                              | Parti de la Nouvelle démocratie                              | 23 514     | 0,23  | Nv.   | 0      | en stagnation |  |  |  |  |  |  |  |
|                                            | Parti du troisième millénaire                                | Parti du troisième millénaire                                | 21 301     | 0,21  | Nv.   | 0      | en stagnation |  |  |  |  |  |  |  |
|                                            | Autres partis                                                | Autres partis                                                | 53 152     | 0,52  | –     | 0      | –             |  |  |  |  |  |  |  |
|                                            | Indépendants                                                 | Indépendants                                                 | 816        | 0,01  | 0,02  | 0      | –             |  |  |  |  |  |  |  |
|                                            |                                                              |                                                              |            |       |       |        |               |  |  |  |  |  |  |  |
| Suffrages exprimés                         | Suffrages exprimés                                           | Suffrages exprimés                                           | 10 231 476 | 94,84 |       |        |               |  |  |  |  |  |  |  |
| Votes blancs et nuls                       | Votes blancs et nuls                                         | Votes blancs et nuls                                         | 556 128    | 5,16  |       |        |               |  |  |  |  |  |  |  |
| Total                                      | Total                                                        | Total                                                        | 10 787 604 | 100   | –     | 137    | 3             |  |  |  |  |  |  |  |
| Abstention                                 | Abstention                                                   | Abstention                                                   | 7 662 072  | 41,53 |       |        |               |  |  |  |  |  |  |  |
| Inscrits/Participation                     | Inscrits/Participation                                       | Inscrits/Participation                                       | 18 449 676 | 58,47 |       |        |               |  |  |  |  |  |  |  |

## Analyse
À la surprise de tous les observateurs[Qui ?], les élections de fin 2004 (novembre, pour les députés et sénateurs, novembre et décembre pour le président) ont porté au pouvoir une majorité de centre droite. Le nouveau président Traian Băsescu a choisi Călin Popescu-Tăriceanu comme Premier ministre. Signes du changement, l'âge moyen des 24 ministres est de 42 ans (celui des Affaires étrangères a 36 ans) et la ministre de la Justice n'appartient à aucun parti.